# سوختگی پودر
سوختگی پودر نوعی سوختگی در اثر قرار گرفتن در معرض گازهای حاصل از احتراق که هنگام شلیک از دهانه سلاح گرم خارج می‌شود، می‌باشد. سوختگی پودر تنها زمانی رخ می‌دهد که فرد در مجاورت اسلحه شلیک‌کننده قرار داشته باشد، زیرا گازها به سرعت در محیط پخش می‌شوند. این جراحت بر روی جسد می‌تواند نشان دهد که آیا فرد در فاصلهٔ محل تیراندازی تا هدف مورد اصابت گلوله قرار گرفته است یا خیر.